# Протеиноиды
Протеиноиды, или термические белки, являются белкоподобными молекулами, образующимися из аминокислот. Сидни В. Фокс первоначально предположил, что они, возможно, были предшественниками первых живых клеток (протоклеток). Термин также использовался в 1960-х годах для описания пептидов, которые короче двадцати аминокислот, обнаруженных в гидролизованном белке, но этот термин больше не используется.

## История
Пытаясь раскрыть промежуточные стадии абиогенеза, учёный Сидни В. Фокс в 1950-х и 1960-х годах изучал спонтанное образование пептидных структур в условиях, которые, вероятно, могли существовать в начале истории Земли. Он продемонстрировал, что аминокислоты могут спонтанно образовывать небольшие цепи, называемые пептидами. В одном из своих экспериментов он позволил аминокислотам высохнуть, как будто они растекались по поверхности в теплом сухом месте в условиях существовавших до появления жизни. Он обнаружил, что после высыхания аминокислоты образуют длинные, часто перекрестно соединенные (crosslinked) нитевидные микроскопические полипептидные глобулы, которые он назвал «протеиноидными микросферами»

## Полимеризация
Считалось, что абиотическая полимеризация аминокислот в белки посредством образования пептидных связей происходит только при температуре выше 140 ° C. Тем не менее, биохимик Сидни Уолтер Фокс и его коллеги обнаружили, что фосфорная кислота выступает катализатором этой реакции. Они были в состоянии сформировать подобные белку цепи из смеси 18 общих аминокислот при 70 ° C в присутствии фосфорной кислоты, и окрестили эти белокоподобные цепи протеиноидами. Позже Фокс обнаружил природные протеиноиды, похожие на те, которые он создал в своей лаборатории в лаве и пепле из гавайских вулканических жерл, и определил, что присутствующие аминокислоты полимеризуются из-за тепла выделяющихся газов и лавы. С тех пор были найдены и другие катализаторы один из них, карбидиимид амидиния, эффективен в разбавленных водных растворах.
При наличии определённых концентраций в водных растворах протеиноиды образуют небольшие микросферы. Это связано с тем, что некоторые аминокислоты, включенные в протеиноидные цепи, являются более гидрофобными, чем другие, и поэтому протеиноиды группируются вместе, как капли масла в воде.
Фокс считал, что микросферы могли обеспечить клеточный компартмент, в котором органические молекулы могли бы концентрироваться и защищаться от внешней среды в процессе химической эволюции.
Протеиноидные микросферы в настоящее время рассматриваются для использования в фармацевтике, обеспечивая микроскопические биоразлагаемые капсулы для упаковки и доставки пероральных лекарств.
В другом эксперименте, используя подобный метод, чтобы установить подходящие условия для жизни, Фокс собрал вулканический материал из шлакового конуса на Гавайях. Он обнаружил, что температура была выше 100 °C (212 °F) всего на 4 дюйма (100 мм) ниже поверхности конуса шлака, и предположил, что это могла быть среда, в которой была создана жизнь — могли образоваться молекулы и затем был вымыт сквозь сыпучий вулканический пепел в море. Он поместил кусочки лавы над аминокислотами, полученными из метана, аммиака и воды, стерилизовал все материалы и запек лаву над аминокислотами в течение нескольких часов в стеклянной печи. Коричневое липкое вещество образовалось на поверхности, и когда лава была залита стерилизованной водой, из неё выщелачивалась густая коричневая жидкость. Оказалось, что аминокислоты объединились, чтобы сформировать протеиноиды, и протеиноиды объединились, чтобы сформировать маленькие сферы. Фокс назвал эти структуры «микросферы». Его протобионты не были клетками, хотя они образовывали комки и цепи, напоминающие бактерии.